# Dadvan Yousuf
 (janvier 2025).
 (8 janvier 2025).
Le contenu est difficilement compréhensible vu les erreurs de traduction, qui sont peut-être dues à l'utilisation d'un logiciel de traduction automatique.
Dadvan Ismat Yousuf (né le 9 avril 2000) est un investisseur et homme d'affaires irakien.
Il a investi en particulier dans les cryptomonnaies dont les premiers investissements en bitcoin ont fait de lui le plus jeune milliardaire autodidacte de Suisse. Yousuf et ses entreprises ont fait l'objet de plusieurs enquêtes sur des irrégularités financières,,.

## Biographie

### Enfance et formation
Yousuf est né à Zakho, Kurdistan irakien le 9 avril 2000. Son père faisait partie des Peshmerga et a fui le pays pour la Suisse avant la naissance de Yousuf. Trois ans plus tard, sa mère a quitté le pays, accompagnée de ses trois fils. Ils sont arrivés à Neuenburg, en Suisse, en 2003, où leur père s'était installé,. En 2004, la famille a obtenu le statut de réfugié et a déménagé à Ipsach. Yousuf a cinq frères et sœurs plus jeunes, nés en Suisse. Dès son jeune âge, il a montré un intérêt pour le domaine de la finance, en particulier pour Bitcoin et les transferts d'argent internationaux.

### Carrière
À l'âge de 11 ans, Yousuf a vendu certains de ses jouets pour obtenir des fonds afin d'investir dans Bitcoin. Grâce à cet investissement initial, il a acheté 10 Bitcoins au prix de 15 € et a continué à trader dans la cryptomonnaie. En 2012, il a acquis 1000 Bitcoins à un taux de 11 126 €. En 2016, Yousuf a investi dans Ethereum, achetant 16 000 unités pour un coût total de 134 000 €. Yousuf est devenu multimillionnaire grâce à ses transactions en cryptomonnaie[réf. nécessaire], et il est considéré comme le plus jeune milliardaire autodidacte de Suisse,.
En 2017, il a commencé un apprentissage à l'Université fédérale suisse pour l'enseignement et la formation professionnels à Zollikofen. Il a terminé son apprentissage dans une entreprise immobilière à Berne. À peu près à la même époque, Yousuf affirme qu'il a développé un logiciel pour les échanges automatisés en cryptomonnaies, basé sur un algorithme analysant les données et prédisant les fluctuations futures[réf. nécessaire]. Selon Yousuf, l'algorithme intègre des données provenant de l'analyse technique, des réseaux sociaux, de la macroéconomie et des déclarations publiques sur les cryptomonnaies. Yousuf a fondé la Dohrnii Foundation pour superviser le développement de son logiciel et de ses tokens de cryptomonnaie début 2021.
Yousuf a acquis la majorité de Crowdlitoken, une Liechtenstein startup axée sur la possibilité d'investir dans l'immobilier via des actions numériques sous forme de tokens, fin 2021. Crowdlitoken a obtenu l'autorisation de la FINMA pour la vente de tokens en Suisse, établissant un plafond de 205 millions USD,,. À la suite de cette acquisition, Yousuf est devenu le directeur général et a rejoint le conseil d'administration de l'entreprise. En 2021, Yousuf a été inclus dans la liste Forbes 30 Under 30 à l'âge de 21 ans, reconnu comme l'un des plus jeunes millionnaires autodidactes de Suisse et fondateur de fondation, avec des efforts axés sur l'innovation en cryptomonnaie et en technologie financière. Selon un article de presse du Blick de janvier 2022, sa fortune était estimée à 270 millions de francs. En février 2022, plusieurs articles de presse critiques ont examiné les activités professionnelles et les antécédents de Yousuf, alléguant des irrégularités dans des transactions. Par la suite, Yousuf a déposé une plainte pour diffamation contre deux journalistes de SRF Investigativ, la Radio-Télévision Suisse, en mars 2022. En août 2024, la Cour supérieure de Zurich a statué que les journalistes n'avaient pas réussi à étayer leurs allégations,,, ce qui a conduit à la première condamnation de journalistes de SRF dans l'histoire de la chaîne en octobre 2024,,. Dans le cadre de ce jugement, SRF a été obligé de couvrir les frais juridiques de Yousuf, s'élevant à 10 676 CHF. Le 11 novembre 2024, SRF a publié trois déclarations publiques pour défendre ses journalistes, soulignant le respect de ses directives éditoriales et son engagement à protéger les sources,,. En réponse, Yousuf a déposé une nouvelle plainte pour diffamation et une action en justice civile, réclamant 13 millions de CHF en dommages-intérêts, alléguant que les déclarations médiatiques défendant les journalistes étaient diffamatoires,,. SRF a ensuite retiré les passages litigieux de l'article original et modifié son titre.
FC Schaffhausen a reçu un sponsoring de Yousuf au Wefox-Arena début 2022. Il a publié son autobiographie le 24 octobre 2022,. En décembre de la même année, Yousuf a été présenté dans le documentaire ARD intitulé 'Money Maker', qui explore son parcours d'enfant réfugié au Kurdistan jusqu'à devenir multimillionnaire grâce à ses investissements en cryptomonnaie en Suisse,.
Les engagements de Yousuf dans les cryptomonnaies ont attiré l'attention de la Autorité fédérale de surveillance des marchés financiers. En mai 2022, la Dohrnii Foundation a été investiguée pour avoir exercé diverses activités régulées, y compris agir en tant que société de valeurs mobilières, sans avoir obtenu l'autorisation requise de la FINMA. Il a démissionné de son poste de PDG en février 2023, et à la suite des procédures d'exécution de la Swiss Financial Market Supervisory Authority, la Dohrnii Foundation a été dissoute en juin 2023,.
Depuis 2023, il fait l'objet d'une enquête criminelle par le Ministère public du Canton de Berne.

## Vie personnelle
En mai 2024, Yousuf est devenu le premier Kurde et Irakien à atteindre le sommet du Mont Everest lors de sa première expédition en montagne,. En 2024, Yousuf a lancé l'Arcadia Initiative, créant des centres alimentés par énergie solaire pour fournir aux communautés mal desservies des outils d'apprentissage de la finance et de l'anglais en utilisant l'IA et des plateformes hors ligne.

## Livres
- Vom Flüchtling zum Bitcoin-Millionär. — FinanzBuch Verlag (24 octobre 2022). — 240 p. —  (ISBN 978-3959726641)[58]